# Saserna irrorata
Saserna irrorata är en fjärilsart som beskrevs av William Schaus 1912. Saserna irrorata ingår i släktet Saserna och familjen nattflyn. Inga underarter finns listade.